# Senape della Scania
La senape della Scania è una senape svedese tipica della Scania. Originata nel XVII secolo, è prodotta tradizionalmente con una miscela di semi di senape nera (brassica nigra) e bianca (sinapis alba), con un'alta percentuale di senape nera che le conferisce un colore scuro, ed è caratterizzata da una consistenza a grana grossa.
Al giorno d'oggi la senape viene coltivata in Scania in quantità limitate, e la senape della Scania viene prodotta anche in altre contee o in altri paesi al di fuori della stessa Svezia. In Svezia l'espressione viene anche usata in generale per riferirsi a salse di senape a grana grossa, non necessariamente prodotte in Scania.